# 坦圣阿芒
坦圣阿芒（法語：Thun-Saint-Amand，法語發音：[tœ̃ sɛ̃.t‿amɑ̃]）是法国上法兰西大区北部省的一个市镇，属于瓦朗谢讷区。

## 地理
坦圣阿芒（50°28'48"N, 3°27'32"E）面积3.71 平方千米，位于法国上法蘭西大區北部省，该省份为法国最北部的省份及最长的省份，西北濒北海，西接加来海峡省，南至埃纳省和索姆省，东与比利时接壤。
与坦圣阿芒接壤的市镇（或旧市镇、城区）包括：北部省莫尔塔涅、拉拜堡、勒塞勒、莫尔德、尼韦勒。

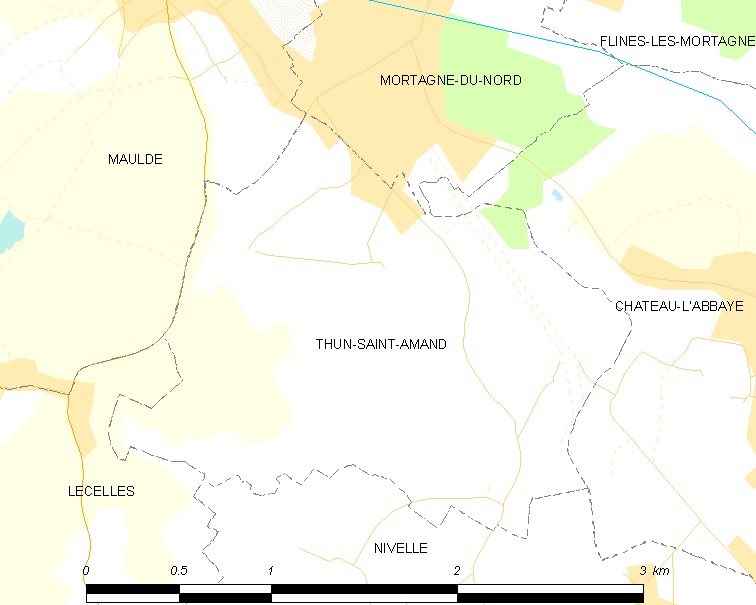
坦圣阿芒的OSM定位图

坦圣阿芒的时区为UTC+01:00、UTC+02:00（夏令时）。

## 行政
坦圣阿芒的邮政编码为59158，INSEE市镇编码为59594。

## 政治
坦圣阿芒所属的省级选区为圣阿芒莱索县。

## 人口

1962-2008年间坦圣阿芒人口变化图示

坦圣阿芒于2022年1月1日时的人口数量为1102人。